# Іва Тогурі
Іва (Айва) Ікуко Тоґурі Д Акіно (англ. Iva Ikuko Toguri D Aquino) або Іва Ікуко Тоґурі (яп. 戸栗郁子 アイバ, Тоґурі Ікуко Іва); 4 липня 1916 — 26 вересня 2006) — американська радіоведуча японського походження, яка під час Другої світової війни працювала в англомовній редакції служби Токійського радіо і вела англомовну програму «The Zero Hour». Себе Іва називала «Сиріткою Енні», проте серед японців та американців вона отримала негласне прізвисько «Токійська Троянда», яким називали англомовних жінок-радіоведучих, які виходили в японському ефірі та здійснювали антиамериканську і прояпонску пропаганду на Тихоокеанському театрі військових дій.
Після поразки Японії Тогурі була заарештована військовими США та близько року знаходилася під вартою, після чого була відпущена на свободу. Міністерство юстиції США не вбачає нічого протизаконного чи небезпечного в її радіоефірах, однак при спробі повернутися у США ФБР відновило розслідування щодо Тогурі і завело кримінальну справу за звинуваченням у державній зраді. Прокуратура США визнала її винною за вісьмома пунктами обвинувачення у державній зраді (сама Іва не визнавала себе винною), а суд засудив до 10 років позбавлення волі, з яких Іва відсиділа шість. Пізніше розслідування, організоване журналістами та урядовими чиновниками, встановило, що ключові свідки звинувачення сфальсифікували свої свідчення. У 1977 році Президент США Джеральд Форд помилував її.

## Ранні роки
Іва Ікуко Тоґурі народилася 4 липня 1916 року в Лос-Анджелесі в родині японських емігрантів. Її батько Дзюн Тоґурі приїхав в США в 1899 році, а мати Фумі — в 1913 році. Іва була дівчинкою-скаутом, виховувалася як християнка. Навчалася в школах Мехіко і Сан-Дієго, пізніше повернулася в Лос-Анджелес, де навчалася в середній школі. Закінчила Каліфорнійський університет в Лос-Анджелесі в 1940 році за спеціальністю «зоологія». У 1940 році на президентських виборах підтримувала республіканського кандидата.
5 липня 1941 року Тоґурі вирушила до Японії з Сан-Педро, щоб відвідати хвору тітку. Державний департамент США надав їй Сертифікат ідентифікації (англ.  Certificate of Identification), оскільки у Тоґурі не було паспорта. У серпні Тоґурі звернулася до віце-консула США з проханням про отримання паспорта, бажаючи повернутися в США. Запит був перенаправлений Державному департаменту, проте у 1942 році, вже після нападу на Перл-Гарбор і початку війни США проти Японії прохання було відхилено.

## The Zero Hour

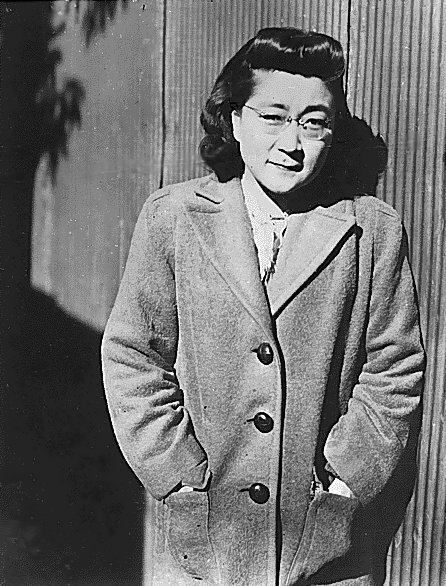
Тоґурі у грудні 1944 року на Токійському радіо

Багатьом американцям, які опинилися на території Японської імперії, японський уряд поставило вимогу відмовитися від громадянства, однак Тоґурі не пішла на це. Її визнали громадянином ворожої держави і відмовилися видавати їжу за талонами[джерело?]. Щоб не пропасти з голоду, вона влаштувалася працювати стенографісткою в японському інформаційному агентстві, а пізніше перейшла на токійське радіо.
У листопаді 1943 року полонених громадян США та інших країн антигітлерівської коаліції направили на примусові роботи — Іва зобов'язалася здійснювати прояпонську та антиамериканську пропаганду у радіопередачі «The Zero Hour» під наглядом полоненого майора австралійської армії Чарльза Кузенса, який раніше працював на радіо і потрапив у полон під Сінгапуром. Кузенс працював спільно з капітаном Армії США Уоллесом Інсом і лейтенантом Армії Філіппін Нормандо Ільдефонсо (Норманом) Рейєсом. Тоґурі таємно приносила їжу в'язням табору військовополонених, де сиділи Інс і Кузенс, завоювавши довіру. Вона відмовилася зачитувати антиамериканські звернення, однак Кузенс і Інс обіцяли, що будуть складати тексти, в яких нічого не буде йтись проти США, і в текстах, які зачитувала Іва, нічого антиамериканського не було виявлено. У листопаді 1943 року Іва і Кузенс зробили кілька спроб перетворити прояпонскую пропаганду в посміховисько — так, вона стала нести відверту нісенітницю в ефірі («Я той сонячний промінчик, якому ви, наші друзі, вірніше — вороги, охоче б перерізали горло»); втім, радіо ніхто серйозно не сприймав.
Тоґурі брала участь в комедійних скетчах і вела музичні ефіри, але ніколи не виступала в основних випусках програм, обмежуючись лише двома або трьома хвилинами. Вона заробляла близько 150 ієн в місяць (7 доларів США за тих часів), але витрачала частину коштів на купівлю їжі для військовополонених. У своїх ефірах вона неодноразово зверталася до американців, ставлячи американську музику і використовуючи американські жаргонні слова. Однак, з літа 1943 року серед американців і їх союзників пішли чутки про групу американок, які здійснювали антиамериканську пропаганду і промивання мізків солдатам і офіцерам на фронті, яку назвали «Токійська Троянда», хоча прямих доказів причетності Іви Тоґурі або когось ще до цієї пропаганди не було. Всі Іва провела близько 340 випусків шоу «The Zero Hour», представляючись як Енн (Ann, скорочення від Announcer — «провідна») і «Сирітка Енні» (англ.  Orphan Annie), на честь героїні коміксів.

## Післявоєнний суд

### Арешт

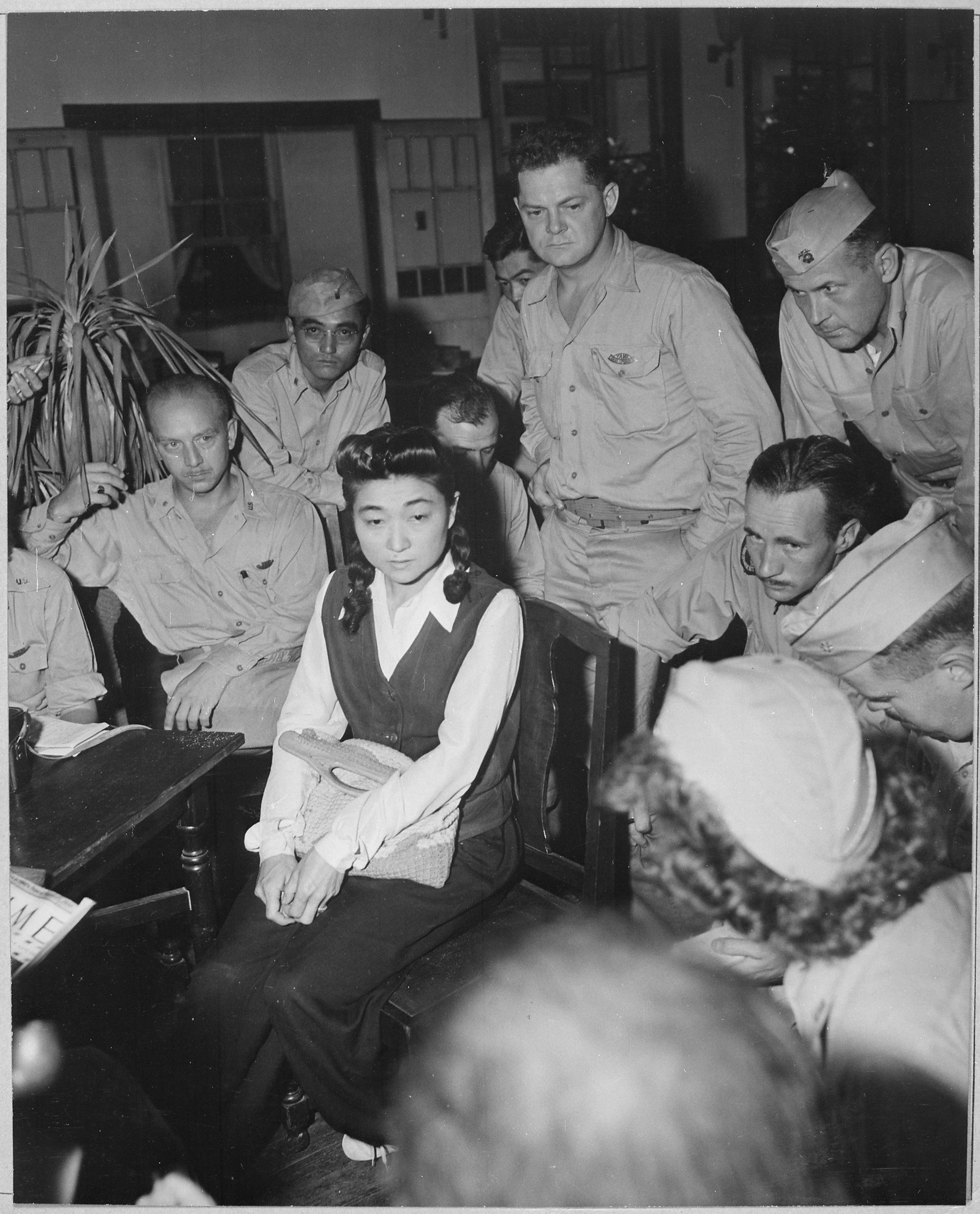
Тоґурі дає інтерв'ю журналістам у вересні 1945

Після перемоги над Японією репортер журналу Cosmopolitan Гаррі Брандидж і репортер служби International News Service Кларк Чи запропонували Іві Тоґурі 2 тисячі доларів США (величезна на ті часи сума навіть для Японії) в обмін на ексклюзивне інтерв'ю. Тоґурі погодилася, щоб потрапити додому і заробити коштів на життя, але замість цього 5 вересня 1945 року була арештована в Йокогамі. За інтерв'ю Брандидж відмовився платити і спробував продати рукопис під виглядом визнання Тоґурі, і лише через рік її звільнили — ні ФБР, ні Дуглас Макартур не змогли знайти доказів колабораціонізму Тоґурі з японцями, а американські та австралійські автори текстів промов для Іви також спростували чутки про якесь співробітництво своєї колеги з японцями.
Згідно з офіційним сайтом ФБР, розслідування тривало п'ять років, і були опитані сотні військовослужбовців Армії США, які брали участь у війні проти Японців, перевірені численні японські документи і прослухані аудіозаписи промов Д Акіно. Корпус контррозвідки також нічого не зміг підтвердити, що могло б викрити Іву у злочинній діяльності. Іва просила дозволу повернутися в США, щоб її дитина народилася на території США. Дитина Іви народилась в Японії, але через кілька днів померла. Іву заарештували і доставили в Сан-Франциско 25 вересня 1948 року, де федеральна прокуратура пред'явила їй звинувачення у колабораціонізмі і співробітництву з імперським японським урядом під час війни.

### Суд

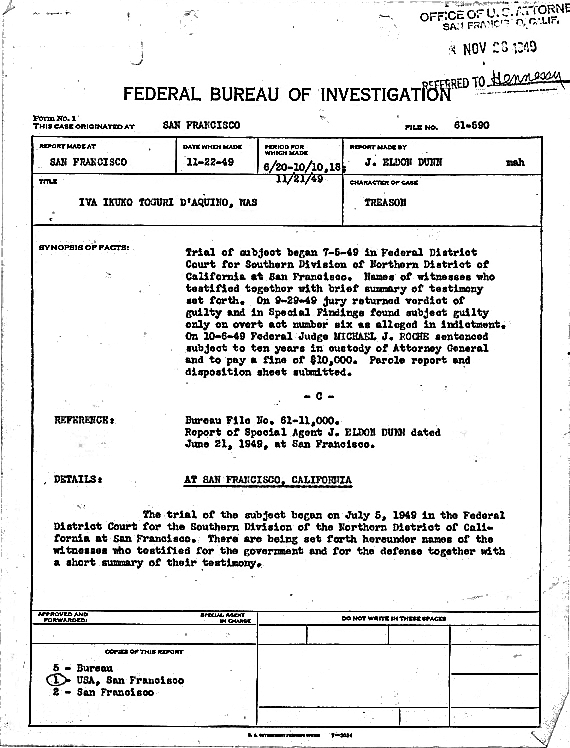
Протокол допиту ФБР

5 липня 1948 року почалися слухання у справі Тоґурі, їй пред'явили звинувачення в державній зраді з восьми пунктів. Слухання йшли у Федеральному окружному суді Сан-Франциско. Ця справа стала найдорожчим і довгим в історії США на той момент. Інтереси Іви захищав Вейн Мортімер Коллінс, неодноразово захищав японських громадян в суді. До справи був підключений Теодор Тамба, став близьким другом Тоґурі аж до своєї смерті в 1973 році.
29 вересня 1949 року суд у підсумку визнав Тоґурі винною тільки в одному пункті звинувачень: у жовтні 1944 року в ефірі Тоґурі оголосила про втрати в складі ВМС США. Вирок склав 10 років позбавлення волі і 10 тисяч доларів штрафу. Коллінс заявив, що Тоґурі визнали винною без наявності будь-яких доказів проти неї. Вона відбувала своє покарання у федеральній жіночій в'язниці в Олдерсоне (Західна Віргінія). Через 6 років і 2 місяці, 28 січня 1956 року, вона була умовно-достроково звільнена і переїхала в Чикаго. а незабаром ФБР встановило, що Гаррі Брандидж та Хірому Яґи, свідки звинувачення, збрехали на суді, однак нікого притягнути до кримінальної відповідальності за неправдиві свідчення не вдалося.

## Президентське помилування
Справа Д Акіно виявилося надзвичайно складною. Присяжні сумнівалися в необхідності такого рішення: так, Том Девульф, спеціальний помічник генерального прокурора, неодноразово був учасником справ з приводу пропаганди на радіо і зрештою зажадав переглянути справу Тоґурі, навіть написавши промову з приводу 4 липня. Однак Девульф зіткнувся з низкою нових проблем: вже після засудження Хірому Яги зізнався, що збрехав на суді. У 1976 році розслідування Рона Єйтса з Chicago Tribune встановило, що свідки звинувачення Кенкіті Оки і Джордж Міцусіо, які дали основні обвинувальні свідчення проти Тоґурі, спеціально збрехали на суді: ФБР і окупаційна поліція США два місяці змушували їх заучувати свідчення, погрожуючи віддати під суд у разі відмови. Правда розкрилася у передачі 60 Minutes в репортажі Морлі Сейфера.
У 1977 році Джеральд Форд підписав указ про остаточне помилування Іви Тоґурі Д Акіно та її виправданні, ґрунтуючись на нововідкритих обставин: 19 січня 1977 року, в останній день перебування в Білому домі, цей указ набрав чинності. Одноголосно рішення було підтримано Легіслатурою Каліфорнії, Лігою американських громадян японського походження і сенатором від Каліфорнії Семюелом Ітіе Хаякавою. Також було відновлено громадянство США у Тоґурі.

## Смерть
15 січня 2006 року Тоґурі була нагороджена премією Едварда Герліга за «незламний дух, любов до країни і приклад відваги, виявленої щодо американців». Один з біографів назвав цей день в житті Тоґурі найбільш незабутнім у її житті. 26 вересня того ж року вона померла у Чикаго природньою смертю.